# Gert Hansen
Gert Hansen (27 ottobre 1937) è un ex calciatore danese, di ruolo difensore.

## Carriera

### Nazionale
Il 15 ottobre 1961 esordisce contro la Finlandia (9-1).